# Robert Peel
Robert Peel, 2.º Baronete (Bury, 5 de fevereiro de 1788 — Londres, 2 de julho de 1850) foi um político britânico, primeiro-ministro de seu país de 10 de dezembro de 1834 a 8 de Abril de 1835 e de 30 de Agosto de 1841 a 29 de Junho de 1846.
Ajudou a criar o conceito moderno da força policial do Reino Unido. Seu pai era um fabricante de têxtil na Revolução Industrial. Peel foi educado na Escola primária Hipperholme, depois em Harrow School e finalmente na Christ Church, em Oxford.
Faleceu em Londres em 2 de julho de 1850, a consequência de um acidente de cavalo na estrada Constitution Hill. Encontra-se sepultado em St Peter Churchyard, Drayton Bassett, Staffordshire na Inglaterra.

## Princípios de Peel[2]
Os Princípios de Peel resumem a ideias que Robert Peel desenvolveu para definir uma força policial ética. A abordagem expressa nesses princípios é comumente conhecida como policiamento por consenso no Reino Unido e outros países. Neste modelo de policiamento oficiais de polícia são considerados cidadãos em uniforme e exercitam seus poderes para policiar seus concidadãos com o consentimento implícito destes.
Nove princípios foram definidos nas "Instruções Gerais" fornecidas desde 1829 a todo novo oficial da Polícia Metropolitana de Londres.
Os nove princípios são:
1. Prevenir o crime e a desordem, como alternativa à sua repressão por meio da força militar e da severidade das punições legais;
2. Sempre reconhecer que o poder da polícia de cumprir suas funções e deveres depende da aprovação pública de sua existência, atos e comportamento, e de sua habilidade em assegurar e manter o respeito público;
3. Sempre reconhecer que assegurar e manter o respeito e a aprovação públicas significa também assegurar a cooperação voluntária do público na tarefa de assegurar a observância às leis;
4. Sempre reconhecer que, na medida que a cooperação do público puder ser assegurada, nesse mesma medida diminui a necessidade do uso de força física e de coação para alcançar os objetivos policiais;
5. Buscar e preservar o favor público, não pelo apelo ao que há de mais baixo na opinião pública, mas sim demonstrando constante um serviço absolutamente imparcial à lei, com total independência para com a política, e sem levar em conta a justiça ou a injustiça da substância de leis individuais, pelo pronto oferecimento de serviço individual e de amizade a todos os membros do público sem levar em conta sua riqueza ou posição social, pelo pronto exercício de cortesia e de amigável bom humor, e pela pronta oferta do sacrifício próprio na proteção e preservação da vida;
6. Usar a força física apenas quando o exercício da persuasão, do aconselhamento e de advertências se mostrarem insuficientes para a obtenção de cooperação pública na medida necessária a assegurar a observância da lei ou a restauração da ordem, e usar em qualquer ocasião específica apenas a menor quantidade de força física necessária a alcançar um objetivo policial;
7. Manter em todos os momentos um relacionamento com o público que dê realidade à tradição histórica de que a polícia é o público e de que o público é a polícia, policiais sendo apenas membros do público pagos para dedicar atenção integral aos deveres que são de responsabilidade de todos os cidadãos no interesse da existência e do bem-estar da comunidade;
8. Sempre reconhecer a necessidade da estrita aderência às funções executivas da polícia, abstendo-se mesmo de sequer parecer usurpar os poderes do judiciário, de vingar indivíduos ou o Estado, e de autoritariamente julgar a culpa e punir os culpados;
9. Sempre reconhecer que a comprovação da eficiência policial é a ausência de crimes e desordem, e não mostras visíveis de ação policial no trato com eles.